# 죽은 소녀를 위한 파반
《죽은 소녀를 위한 파반》(亡き少女の為のパヴァーヌ)은 코게돈보*에 의한 만화작품. 월간 코믹 블래이드에서 2008년 9월호부터 연재중이다.

## 개요
각 캐릭터가 일본 각지 출신으로, 이름도 지명을 바탕으로 하고 있다. 또 인기 투표를 하여서 그 결과로 이야기의 진행이 결정된다. 독자참가 기획 형식의 작품이기도 하다.

## 줄거리
시대는 메이지시대 말기로, 러일전쟁 뒤 제도 도쿄. 카가 나나오는 제도구경의 음악원에서 찾은〈그의 음색〉의 바이올린의 조사에 매료되어, 가출과함께 음악원에 입학한다.〈그의 음색〉인 사가미 타케노마루는 천사와 같은 미소년이었기 때문에 나나오는 타케노마루에게 몰두하지만, 거기에는 생각지도 못한 운명이 기다리고 있었다.

## 등장인물
사가미 타케노마루(相模 竹之丸)
주인공. 카나가와현출신. 연주하는 악기는 바이올린.어떤 사건으로 인해〈누구에게도 사랑받는 용모〉와〈천부적인 음악의 재능〉을 받고, 동시에〈마리아의 눈물〉을 찾는 운명이 된다.
마츠마에 루모이(松前 るもゐ)
홋카이도 출신. 자작집의 따님. 연주하는 악기는 피아노. 서번트 증후군으로 어떤 어려운 곡도 한번 들으면 자유자재로 연주하는 천재적 기억력을 가지고 있다.
와카바야시 나카에(若林 仲恵)
마야기현 출신. 다케노마루의 소꿉친구로 농가출신이다. 돌연 상경해 다케노마루의 양자처인 사가미가에 더부살이하는 밝은 가정적인 소녀.
칸다 미사키 (神田 美紗希)
도쿄도 출신. 연주하는 악기는 바이올린. 외견은 초등학생같이 작지만 우수한 성적의 소녀. 등에 날개와 같은 장식을 하고있다.
나카무라 치구사 (中村 千種)
아이치현 출신. 연주하는 악기는 첼로. 과거의 기억을 잃고, 남과의 관계를 가지고 싶어하지 않은 미스테리한 소녀.
카가 나나오 (加賀 奈々緒)
이시카와현 출신. 연주하는 악기는 바이올린.〈그의 음색〉을 찾아 가출을 하고 음악원에 입학한다. 꿈꾸는 경향이 있는 순수한 소녀.
사가노 우쿄 (嵯峨野 右京)
교토부 출신. 제사에 봉사하는 무녀. 나이에 비해 어려보인다.
난바 아사히 (難波 あさひ)
오사카부 출신. 성악을 한다. 호상이 죽은 사랑하는 딸을 흉내내어서 만든 정교한 인형. 스스로의 사고나 행동은 할 수 있지만, 인간적인 감정은 없다.
스마 캐서린 마이코 (須磨・キャセリン・舞子)
효고현 출신. 연주하는 악기는 피아노. 생이별된 타케노마루의 여동생. 현재는 가정에서 행복하게 살고 있지만, 생이별된 가족들고 생각하고 있다.
하기 히카리 (萩 日加里)
야마구치현 출신. 연주하는 악기는 바이올린. 러일 전쟁으로 화족이 된 집안의 소녀. 자존심이 강하고 호기심 왕성. 타케노마루에게 흥미가 있는 것 같다.
무로토 카미 (室戸 香美)
코치현 출신. 남자를 압도하는 실력의 검술을 가지고 있지만 또래 아가씨다운 수줍음도 있다.
시마바라 미네 (島原 ミネ)
나가사키현 출신. 수녀로 연애에 대해서는 어렵고, 학생들이 꺼려하고 있다.
시마바라 미와 (島原 美和)
나가사키현 출신. 쌍둥이 언니인 미네와는 달리 차분한 성격의 수녀. 언니에 대해서 열등감을 가지고 있다.
사가미 쵸고 (相模 長吾)
남작가 출신으로 주인공 타케노마루의 양부. 원래는 바이올린의 명연주자로 육군중위. 러일전쟁으로 왼팔을 잃었다. 현재는 음악원의 강사로 있다.

## 작품내에서 사용된 곡
- 죽은 왕녀를 위한 파반 - 모리스 라벨(1화)
- 바이올린 협주곡 제2번 제 3악장 론도 - 니콜로 파가니니 (2화)
- 마음과 말과 행동과 생명으로 제6곡〈주여 사람의 소망의 기쁨이여〉 - 요한 제바스티안 바흐 (3,4화)
- 디베르티멘토 K136 - 볼프강 아마데우스 모차르트 (5화)
- 라르고 - 게오르크 프리드리히 헨델 (7화)
- 꽃 - 타키 렌타로 (8화)
- 노래의 날개 위에 - 펠릭스 멘델스존 (9화)
- 바이올린 협주곡 - 요한 제바스티안 바흐 (10화)
- 바이올린 협주곡 e단조 작품64 - 펠릭스 멘델스존 (11화,12화)

## 서적

### 일본
블래이드 코믹스
죽은 소녀를 위한 파반 (1) ISBN 9784861275647 - 2008년 12월 발매
죽은 소녀를 위한 파반 (2) ISBN 978-4-86127-619-4 - 2009년 4월 발매
죽은 소녀를 위한 파반 (3) ISBN 978-4861276415 - 2009년 7월 발매

### 한국
학산 코믹스
죽은 소녀를 위한 파반 (1) - 2009년 7월 발매
죽은 소녀를 위한 파반 (2) - 2009년 11월 발매